# Ronde van de Sarthe 2014
De 62e editie van de Ronde van de Sarthe vond in 2014 plaats van 8 tot 11 april. De start was in Saint-Jean-de-Monts,  de finish in La Ferté-Bernard. De ronde maakte deel uit van de UCI Europe Tour 2014, in de wedstrijdcategorie 2.1. In 2013 won de Fransman Pierre Rolland. Dit jaar won de Litouwer Ramūnas Navardauskas, nadat hij de macht greep in de voorlaatste etappe.

## Deelnemende ploegen
| WorldTour           | ProContinentaal              |
| ------------------- | ---------------------------- |
| AG2R-La Mondiale    | Cofidis                      |
| FDJ.fr              | Bretagne-Séché Environnement |
| Team Europcar       | IAM Cycling                  |
| Trek Factory Racing | Colombia                     |
| Giant-Shimano       | Androni Giocattoli           |
| Garmin Sharp        | Team NetApp-Endura           |
| Katjoesja           | Topsport Vlaanderen-Baloise  |
| BMC Racing Team     | Wanty-Groupe Gobert          |
| Team Movistar       |                              |

## Etappe-overzicht
| etappe | datum    | start               | finish           | afstand      | winnaar              | klassementsleider    |
| ------ | -------- | ------------------- | ---------------- | ------------ | -------------------- | -------------------- |
| 1e     | 8 april  | Saint-Jean-de-Monts | Saint-Géréon     | 197,2 km     | Nacer Bouhanni       | Nacer Bouhanni       |
| 2e     | 9 april  | Ancenis             | Angers           | 88,3 km      | Jonas Ahlstrand      | Nacer Bouhanni       |
| 3e     | 9 april  | Angers              | Angers           | 6,8 km (ITT) | Alex Dowsett         | Alex Dowsett         |
| 4e     | 10 april | Angers              | Pré-en-Pail      | 196,2 km     | Ramūnas Navardauskas | Ramūnas Navardauskas |
| 5e     | 11 april | Abbaye de l'Épau    | La Ferté-Bernard | 184,8 km     | Axel Domont          | Ramūnas Navardauskas |

## Etappe-uitslagen

### 1e etappe
| Saint-Jean-de-Monts - Saint-Géréon (197,2 km) |                     |                              |          |
| Plaats                                        | Naam                | Ploeg                        | Tijd     |
| Winnaar                                       | Nacer Bouhanni      | FDJ.fr                       | 4u50'00" |
| 2                                             | Giacomo Nizzolo     | Trek Factory Racing          | z.t.     |
| 3                                             | Juan José Lobato    | Team Movistar                | z.t.     |
| 4                                             | Bryan Coquard       | Team Europcar                | z.t.     |
| 5                                             | Nathan Haas         | Garmin Sharp                 | z.t.     |
| 6                                             | Jawhen Hoetarovitsj | AG2R-La Mondiale             | z.t.     |
| 7                                             | Michel Kreder       | Wanty-Groupe Gobert          | z.t.     |
| 8                                             | Manuel Belletti     | Androni Giocattoli           | z.t.     |
| 9                                             | Romain Feillu       | Bretagne-Séché Environnement | z.t.     |
| 10                                            | Jonas Ahlstrand     | Giant-Shimano                | z.t.     |
|                                               |                     |                              |          |
| 17                                            | Ben Hermans         | BMC Racing Team              | z.t.     |

| Algemeen klassement |                     |                             |          |
| Plaats              | Naam                | Ploeg                       | Tijd     |
| Gele trui           | Nacer Bouhanni      | FDJ.fr                      | 4u49'50" |
| 2                   | Giacomo Nizzolo     | Trek Factory Racing         | +4"      |
| 3                   | Thomas Sprengers    | Topsport Vlaanderen-Baloise | z.t.     |
| 4                   | Juan José Lobato    | Team Movistar               | +6"      |
| 5                   | Duber Quintero      | Colombia                    | z.t.     |
| 6                   | Bryan Coquard       | Team Europcar               | +10"     |
| 7                   | Nathan Haas         | Garmin Sharp                | z.t.     |
| 8                   | Jawhen Hoetarovitsj | AG2R-La Mondiale            | z.t.     |
| 9                   | Michel Kreder       | Wanty-Groupe Gobert         | z.t.     |
| 10                  | Manuel Belletti     | Androni Giocattoli          | z.t.     |

### 2e etappe
| Ancenis - Angers (88,3 km) |                     |                              |          |
| Plaats                     | Naam                | Ploeg                        | Tijd     |
| Winnaar                    | Jonas Ahlstrand     | Giant-Shimano                | 1u59'40" |
| 2                          | Juan José Lobato    | Team Movistar                | z.t.     |
| 3                          | Nacer Bouhanni      | FDJ.fr                       | z.t.     |
| 4                          | Manuel Belletti     | Androni Giocattoli           | z.t.     |
| 5                          | Romain Feillu       | Bretagne-Séché Environnement | z.t.     |
| 6                          | Jawhen Hoetarovitsj | AG2R-La Mondiale             | z.t.     |
| 7                          | Giacomo Nizzolo     | Trek Factory Racing          | z.t.     |
| 8                          | Nathan Haas         | Garmin Sharp                 | z.t.     |
| 9                          | Thomas Sprengers    | Topsport Vlaanderen-Baloise  | z.t.     |
| 10                         | Jesús Herrada       | Team Movistar                | z.t.     |
|                            |                     |                              |          |
| 33                         | Marco Minnaard      | Wanty-Groupe Gobert          | z.t.     |

| Algemeen klassement |                     |                             |          |
| Plaats              | Naam                | Ploeg                       | Tijd     |
| Gele trui           | Nacer Bouhanni      | FDJ.fr                      | 6u49'28" |
| 2                   | Juan José Lobato    | Team Movistar               | +4"      |
| 3                   | Giacomo Nizzolo     | Trek Factory Racing         | +6"      |
| 4                   | Jonas Ahlstrand     | Giant-Shimano               | z.t.     |
| 5                   | Thomas Sprengers    | Topsport Vlaanderen-Baloise | z.t.     |
| 6                   | Tony Hurel          | Team Europcar               | +9"      |
| 7                   | Emanuele Sella      | Androni Giocattoli          | +10"     |
| 8                   | Manuel Belletti     | Androni Giocattoli          | +12"     |
| 9                   | Jawhen Hoetarovitsj | AG2R-La Mondiale            | z.t.     |
| 10                  | Nathan Haas         | Garmin Sharp                | z.t.     |
|                     |                     |                             |          |
| 20                  | Michel Kreder       | Wanty-Groupe Gobert         | z.t.     |

### 3e etappe
| Angers - Angers (6,8 km (ITT)) |                      |                              |       |
| Plaats                         | Naam                 | Ploeg                        | Tijd  |
| Winnaar                        | Alex Dowsett         | Team Movistar                | 8'05" |
| 2                              | Rohan Dennis         | Garmin Sharp                 | +5"   |
| 3                              | Ramūnas Navardauskas | Garmin Sharp                 | +7"   |
| 4                              | Anthony Delaplace    | Bretagne-Séché Environnement | +10"  |
| 5                              | Arnaud Gérard        | Bretagne-Séché Environnement | z.t.  |
| 6                              | Kristof Vandewalle   | Trek Factory Racing          | +12"  |
| 7                              | Mathias Frank        | IAM Cycling                  | +15"  |
| 8                              | Anthony Roux         | FDJ.fr                       | z.t.  |
| 9                              | Jérôme Coppel        | Cofidis                      | +16"  |
| 10                             | Gustav Larsson       | IAM Cycling                  | z.t.  |
|                                |                      |                              |       |
| 17                             | Thomas Dekker        | Garmin Sharp                 | +21"  |

| Algemeen klassement |                      |                              |          |
| Plaats              | Naam                 | Ploeg                        | Tijd     |
| Gele trui           | Alex Dowsett         | Team Movistar                | 6u57'45" |
| 2                   | Rohan Dennis         | Garmin Sharp                 | +5"      |
| 3                   | Ramūnas Navardauskas | Garmin Sharp                 | +7"      |
| 4                   | Anthony Delaplace    | Bretagne-Séché Environnement | +10"     |
| 5                   | Arnaud Gérard        | Bretagne-Séché Environnement | z.t.     |
| 6                   | Kristof Vandewalle   | Trek Factory Racing          | +12"     |
| 7                   | Giacomo Nizzolo      | Trek Factory Racing          | z.t.     |
| 8                   | Mathias Frank        | IAM Cycling                  | +15"     |
| 9                   | Anthony Roux         | FDJ.fr                       | z.t.     |
| 10                  | Jérôme Coppel        | Cofidis                      | +16"     |
|                     |                      |                              |          |
| 17                  | Thomas Dekker        | Garmin Sharp                 | +21"     |

### 4e etappe
| Angers - Pré-en-Pail (196,2 km) |                      |                              |          |
| Plaats                          | Naam                 | Ploeg                        | Tijd     |
| Winnaar                         | Ramūnas Navardauskas | Garmin Sharp                 | 4u58'12" |
| 2                               | Julien Simon         | Cofidis                      | +4"      |
| 3                               | Anthony Roux         | FDJ.fr                       | z.t.     |
| 4                               | Fabio Felline        | Trek Factory Racing          | +8"      |
| 5                               | Thomas Voeckler      | Team Europcar                | +9"      |
| 6                               | Mathias Frank        | IAM Cycling                  | z.t.     |
| 7                               | Steven Cummings      | BMC Racing Team              | z.t.     |
| 8                               | Anthony Delaplace    | Bretagne-Séché Environnement | z.t.     |
| 9                               | Jesús Herrada        | Team Movistar                | z.t.     |
| 10                              | Bartosz Huzarski     | Team NetApp-Endura           | z.t.     |
|                                 |                      |                              |          |
| 11                              | Ben Hermans          | BMC Racing Team              | z.t.     |
| 63                              | Thomas Dekker        | Garmin Sharp                 | +10'32"  |

| Algemeen klassement |                      |                              |           |
| Plaats              | Naam                 | Ploeg                        | Tijd      |
| Gele trui           | Ramūnas Navardauskas | Garmin Sharp                 | 11u55'54" |
| 2                   | Rohan Dennis         | Garmin Sharp                 | +17"      |
| 3                   | Anthony Roux         | FDJ.fr                       | +18"      |
| 4                   | Julien Simon         | Cofidis                      | z.t.      |
| 5                   | Anthony Delaplace    | Bretagne-Séché Environnement | +22"      |
| 6                   | Arnaud Gérard        | Bretagne-Séché Environnement | z.t.      |
| 7                   | Mathias Frank        | IAM Cycling                  | +27"      |
| 8                   | Steven Cummings      | BMC Racing Team              | +30"      |
| 9                   | Jesús Herrada        | Team Movistar                | z.t.      |
| 10                  | Fabio Felline        | Trek Factory Racing          | +32"      |
|                     |                      |                              |           |
| 12                  | Ben Hermans          | BMC Racing Team              | +40"      |
| 53                  | Thomas Dekker        | Garmin Sharp                 | +10'56"   |

### 5e etappe
| Abbaye de l'Épau - La Ferté-Bernard (184,8 km) |                      |                              |          |
| Plaats                                         | Naam                 | Ploeg                        | Tijd     |
| Winnaar                                        | Axel Domont          | AG2R-La Mondiale             | 4u32'01" |
| 2                                              | Angélo Tulik         | Team Europcar                | +3"      |
| 3                                              | Anthony Geslin       | FDJ.fr                       | z.t.     |
| 4                                              | Gustav Larsson       | IAM Cycling                  | z.t.     |
| 5                                              | Vegard Stake Laengen | Bretagne-Séché Environnement | z.t.     |
| 6                                              | Nacer Bouhanni       | FDJ.fr                       | +8"      |
| 7                                              | Giacomo Nizzolo      | Trek Factory Racing          | z.t.     |
| 8                                              | Manuel Belletti      | Androni Giocattoli           | z.t.     |
| 9                                              | Bryan Coquard        | Team Europcar                | z.t.     |
| 10                                             | Leonardo Duque       | Colombia                     | z.t.     |
|                                                |                      |                              |          |
| 21                                             | Grégory Habeaux      | Wanty-Groupe Gobert          | z.t.     |
| 36                                             | Marco Minnaard       | Wanty-Groupe Gobert          | z.t.     |

## Eindklassementen
| Plaats    | Naam                 | Ploeg                        | Tijd      |
| --------- | -------------------- | ---------------------------- | --------- |
| Gele trui | Ramūnas Navardauskas | Garmin Sharp                 | 16u28'03" |
| 2         | Rohan Dennis         | Garmin Sharp                 | +14"      |
| 3         | Anthony Roux         | FDJ.fr                       | +17"      |
| 4         | Julien Simon         | Cofidis                      | +18"      |
| 5         | Anthony Delaplace    | Bretagne-Séché Environnement | +22"      |
| 6         | Arnaud Gérard        | Bretagne-Séché Environnement | z.t.      |
| 7         | Mathias Frank        | IAM Cycling                  | +27"      |
| 8         | Steven Cummings      | BMC Racing Team              | +30"      |
| 9         | Jesús Herrada        | Team Movistar                | z.t.      |
| 10        | Fabio Felline        | Trek Factory Racing          | +32"      |
| 11        | Thomas Voeckler      | Team Europcar                | +36"      |
| 12        | Ben Hermans          | BMC Racing Team              | +40"      |
| 13        | Bartosz Huzarski     | Team NetApp-Endura           | +43"      |
| 14        | Stefan Denifl        | IAM Cycling                  | +44"      |
| 15        | Julien Bérard        | AG2R-La Mondiale             | +50"      |
| 16        | Rodolfo Torres       | Colombia                     | +1'12"    |
| 17        | Brice Feillu         | Bretagne-Séché Environnement | +1'20"    |
| 18        | Peter Stetina        | BMC Racing Team              | z.t.      |
| 19        | Nathan Haas          | Garmin Sharp                 | +1'24"    |
| 20        | Guillaume Levarlet   | Cofidis                      | +1'34"    |
|           |                      |                              |           |
| 56        | Thomas Dekker        | Garmin Sharp                 | +12'05"   |

| Plaats      | Naam             | Ploeg                       | Punten |
| ----------- | ---------------- | --------------------------- | ------ |
| Groene trui | Nacer Bouhanni   | FDJ.fr                      | 51     |
| 2           | Giacomo Nizzolo  | Trek Factory Racing         | 38     |
| 3           | Juan José Lobato | Team Movistar               | 38     |
|             |                  |                             |        |
| 11          | Marco Minnaard   | Wanty-Groupe Gobert         | 22     |
| 15          | Thomas Sprengers | Topsport Vlaanderen-Baloise | 16     |

| Plaats    | Naam             | Ploeg                       | Punten |
| --------- | ---------------- | --------------------------- | ------ |
| Roze trui | Thomas Sprengers | Topsport Vlaanderen-Baloise | 34     |
| 2         | Marco Minnaard   | Wanty-Groupe Gobert         | 33     |
| 3         | Tony Hurel       | Team Europcar               | 18     |

| Plaats      | Naam             | Ploeg                       | Tijd      |
| ----------- | ---------------- | --------------------------- | --------- |
| Blauwe trui | Rohan Dennis     | Garmin Sharp                | 16u28'17" |
| 2           | Jesús Herrada    | Team Movistar               | +16"      |
| 3           | Fabio Felline    | Trek Factory Racing         | +18"      |
|             |                  |                             |           |
| 6           | Thomas Sprengers | Topsport Vlaanderen-Baloise | +4'17"    |

## Klassementenverloop
| Etappe       | Winnaar              | Algemeen klassement · | Puntenklassement · | Bergklassement · | Jongeren ·     | Ploegenklassement |
| ------------ | -------------------- | --------------------- | ------------------ | ---------------- | -------------- | ----------------- |
| 1            | Nacer Bouhanni       | Nacer Bouhanni        | Nacer Bouhanni     | Thomas Sprengers | Nacer Bouhanni | AG2R-La Mondiale  |
| 2            | Jonas Ahlstrand      | Nacer Bouhanni        | Nacer Bouhanni     | Thomas Sprengers | Nacer Bouhanni | Movistar          |
| 3            | Alex Dowsett         | Alex Dowsett          | Nacer Bouhanni     | Thomas Sprengers | Rohan Dennis   | Garmin Sharp      |
| 4            | Ramūnas Navardauskas | Ramūnas Navardauskas  | Nacer Bouhanni     | Marco Minnaard   | Rohan Dennis   | BMC Racing Team   |
| 5            | Axel Domont          | Ramūnas Navardauskas  | Nacer Bouhanni     | Thomas Sprengers | Rohan Dennis   | Garmin Sharp      |
| 0Eindstanden | 0Eindstanden         | Ramūnas Navardauskas  | Nacer Bouhanni     | Thomas Sprengers | Rohan Dennis   | Garmin Sharp      |

## UCI Europe Tour
In deze Ronde van de Sarthe zijn punten te verdienen voor de ranking in de UCI Europe Tour 2014. Enkel renners die uitkomen voor een (pro-)continentale ploeg, maken aanspraak om punten te verdienen.
| Positie                      | 1e | 2e | 3e | 4e | 5e | 6e | 7e | 8e | 9e | 10e | 11e | 12e |
| Eindklassement               | 80 | 56 | 32 | 24 | 20 | 16 | 12 | 8  | 7  | 6   | 5   | 3   |
| Per etappe                   | 16 | 11 | 6  | 5  | 4  | 2  |    |    |    |     |     |     |
| Drager leiderstrui (per dag) | 8  |    |    |    |    |    |    |    |    |     |     |     |

| # | Renner               | Ploeg                        | Punten |
| - | -------------------- | ---------------------------- | ------ |
| 1 | Julien Simon         | Cofidis                      | 43     |
| 2 | Anthony Delaplace    | Bretagne-Séché Environnement | 25     |
| 3 | Arnaud Gérard        | Bretagne-Séché Environnement | 20     |
| 4 | Mathias Frank        | IAM Cycling                  | 14     |
| 5 | Manuel Belletti      | Androni Giocattoli           | 5      |
| 5 | Gustav Larsson       | IAM Cycling                  | 5      |
| 7 | Vegard Stake Laengen | Bretagne-Séché Environnement | 4      |
| 7 | Romain Feillu        | Bretagne-Séché Environnement | 4      |

Etappewedstrijden

 Ster van Bessèges ·
 Ronde van de Middellandse Zee ·
 Ruta del Sol ·
 Ronde van de Algarve ·
 Ronde van de Haut-Var ·
 Driedaagse van West-Vlaanderen ·
 Internationale Wielerweek ·
 Internationaal Wegcriterium ·
 Driedaagse van De Panne-Koksijde ·
 Ronde van de Sarthe ·
 Ronde van Trentino ·
 Ronde van Turkije ·
 Vierdaagse van Duinkerke ·
 Ronde van Azerbeidzjan ·
 Szlakiem Grodów Piastowskich ·
 Ronde van Castilië en León ·
 Ronde van Picardië ·
 Ronde van Noorwegen ·
 World Ports Classic ·
 Ronde van Beieren ·
 Ronde van België ·
 Tour des Fjords ·
 Ronde van Estland ·
 Ronde van Luxemburg ·
 Boucles de la Mayenne ·
 Ster ZLM Toer ·
 Ronde van Slovenië ·
 Route du Sud ·
 Ronde van Oostenrijk ·
 Sibiu Cycling Tour ·
 Ronde van Wallonië ·
 Ronde van Portugal ·
 Ronde van Denemarken ·
 Ronde van de Ain ·
 Ronde van Burgos ·
 Arctic Race of Norway ·
 Ronde van de Limousin ·
 Ronde van Poitou-Charentes ·
 Ronde van Groot-Brittannië ·
 Ronde van Gévaudan Languedoc-Roussillon ·
 Eurométropole Tour
Eendaagse wedstrijden

 GP La Marseillaise ·
 Grote Prijs van de Etruskische Kust ·
 Trofeo Palma ·
 Trofeo Ses Salines ·
 Trofeo Serra de Tramuntana ·
 Trofeo Platja de Muro ·
 Trofeo Laigueglia ·
 Ronde van Murcia ·
 Omloop Het Nieuwsblad ·
 Classic Sud Ardèche ·
 GP Lugano ·
 Clásica de Almería ·
 Kuurne-Brussel-Kuurne ·
 La Drôme Classic ·
 Le Samyn ·
 GP Città di Camaiore ·
 Strade Bianche ·
 Roma Maxima ·
 Ronde van Drenthe ·
 Dwars door Drenthe ·
 Nokere Koerse ·
 GP Nobili Rubinetterie ·
 Handzame Classic ·
 Classic Loire-Atlantique ·
 Grote Prijs van Cholet-Pays de Loire ·
 Dwars door Vlaanderen ·
 Route Adélie de Vitré ·
 Volta Limburg Classic ·
 Grote Prijs Miguel Indurain ·
 Ronde van La Rioja ·
 Scheldeprijs ·
 GP Cerami ·
 Klasika Primavera ·
 Parijs-Camembert ·
 Brabantse Pijl ·
 GP Denain ·
 Ronde van de Finistère ·
 Tro Bro Léon ·
 Ronde van Keulen ·
 La Roue Tourangelle ·
 Rund um den Finanzplatz Eschborn-Frankfurt ·
 Ronde van de Somme ·
 ProRace Berlin ·
 Grote Prijs van Plumelec ·
 Boucles de l'Aulne ·
 Ronde van Zeeland Seaports ·
 GP Kanton Aargau ·
 Ronde van Limburg ·
 Ronde van de Apennijnen ·
 Halle-Ingooigem ·
 Prueba Villafranca de Ordizia ·
 GP Industria & Artigianato-Larciano ·
 Ronde van Toscane ·
 Circuito de Getxo ·
 Polynormande ·
 RideLondon Classic ·
 GP Stad Zottegem ·
 Arnhem-Veenendaal Classic ·
 Châteauroux Classic de l'Indre ·
 Druivenkoers Overijse ·
 Brussels Cycling Classic ·
 GP Fourmies ·
 Ronde van de Doubs ·
 GP Jef Scherens ·
 Coppa Bernocchi ·
 GP van Wallonië ·
 Coppa Agostoni ·
 Ronde van de Drie Valleien ·
 Kampioenschap van Vlaanderen ·
 Grote Prijs Impanis-Van Petegem ·
 Memorial Marco Pantani ·
 GP Industria & Commercio di Prato ·
 GP van Isbergues ·
 Omloop van het Houtland ·
 Duo Normand ·
 Milaan-Turijn ·
 Ronde van het Münsterland ·
 Ronde van de Vendée ·
 Memorial Frank Vandenbroucke ·
 Coppa Sabatini ·
 Parijs-Bourges ·
 Ronde van Emilia ·
 Parijs-Tours ·
 GP Beghelli ·
 Nationale Sluitingsprijs ·
 Chrono des Nations